# KAITA
KAITAは、1995年にSPEEDSTAR RECORDSからメジャー・デビューした日本のバンド。

## 概要
デビュー前はPUNCH KICKSという名前で活動していたが、メジャー・デビューに際して、ボーカル能勢海太の名前を取ってKAITAと改名する。
シングル7枚、アルバム3枚を発表した後、1998年末のライブでドラムの高林勝美が脱退。
翌1999年5月のライブを最後にKAITAとしての活動を一時凍結。同メンバーでファンクの部分に焦点を当て、LOVE BELL BACK LINEという名前での活動を始める。
LOVE BELL BACK LINEとしてはシングル・アルバム発売はなかったものの、オムニバス盤への参加作品が5曲あり、この時期にライブで演奏されたまま音源として発売されていない楽曲がかなりの数存在する。
2001年3月のライブを最後に、6月にファンクラブ会報、および公認ファンサイト上で「充電」が発表され、KAITA,LOVE BELL BACK LINEとしての活動を休止。メンバーは各自音楽活動を続けている。
2006年8月、PUNCH KICKS時代に頻繁に出演していたライブハウス、四谷フォーバレーの一時閉店に伴い、KAITA（ドラムの高林勝美も復帰）として閉店記念ライブを行い一時復帰。

## メンバー

### KAITA
- 能勢海太（のせかいた） Vocal
- 目木とーる（めきとおる） Guitar
- 多東康孝（たとうやすゆき） Keyboard
- 石田太一（いしだたいち） Bass,Guitar

- 山田智之（やまだともゆき） Percussion
- 高林勝美（たかばやしかつみ） Drums

### LOVE BELL BACK LINE
- 能勢海太（のせかいた） Vocal
- 目木とーる（めきとおる） Guitar
- PaPa-T（ぱぱてぃ ） Keyboard＝多東康孝の変名
- 石田太一（いしだたいち） Bass,Guitar
- 山田智（やまだとも） Percussion
- 勇正久（いさみただひさ） Sax（2000年3月より参加）
- 航（こう） Drums（99年11月より参加。現PE'Z）

## ディスコグラフィー

### KAITA

#### 参加作品
| 発売日        | タイトル                             | 規格品番     | 曲順       | 楽曲             |
| ------------- | ------------------------------------ | ------------ | ---------- | ---------------- |
| 2023年1月25日 | CITY MUSIC TOKYO signal              | VICL-65779   | M.3        | LOOKING FOR LOVE |
| 2024年8月7日  | CITY POP GROOVY '90s -Girls ＆ Boys- | MHCL-30996/7 | Disc2/M.12 | メロディ         |

### LOVE BELL BACK LINE

#### 参加作品
| 発売日        | タイトル                    | 規格品番  | 曲順 | 楽曲       |
| ------------- | --------------------------- | --------- | ---- | ---------- |
| 2001年2月21日 | ソングラ トリビュート Vol.0 | OMCA-3001 | M.3  | Oneself    |
| 2001年2月21日 | ソングラ 負け盤 Vol.1       | OMCA-3003 | M.5  | CHANGES    |
| 2001年2月21日 | ソングラ 負け盤 Vol.1       | OMCA-3003 | M.7  | SH*T!!     |
| 2001年6月1日  | Soy Cube Disc.              | SBCD-103  | M.3  | PURE       |
| 2001年6月1日  | Soy Cube Disc.              | SBCD-103  | M.9  | ベネズエラ |

#### ダウンロード配信
情報端末Music-Deliにて配信。現在は終了。
- 二十歳の背骨 (2000年1月7日)
- Oneself (2000年2月4日)
- The Man 〜中華街のベース弾き〜 (2000年4月21日)
- ひらめけリセット (2000年8月18日)

## タイアップ一覧
| 使用年 | 曲名                          | タイアップ                                                     | 初出作品                              |
| ------ | ----------------------------- | -------------------------------------------------------------- | ------------------------------------- |
| KAITA  |                               |                                                                |                                       |
| 1996年 | チューチョは2度まで           | 公務員ビジネス専門学校 CMソング                                | 3rdシングル「チューチョは2度まで」    |
| 1996年 | 心の穴                        | 九州朝日放送『ドォーモ』エンディングテーマ                     | 4thシングル「心の穴」                 |
| 1996年 | [楽曲不明]                    | テレビ朝日系『えびす温泉』エンディングテーマ                   | 2ndアルバム『夜明けのプラザスイート』 |
| 1996年 | [楽曲不明]                    | 日音制作 音楽情報番組『P.S.〜Pop Shake〜』エンディングテーマ   | 2ndアルバム『夜明けのプラザスイート』 |
| 1996年 | KAITAの作るサッポロビールの唄 | サッポロビール J-WAVE『TOKIO HOT 100』コーナー内ラジオCMソング | 未収録                                |

## ヘビーローテーション/パワープレイ

### ラジオ
| 放送年 | 曲名     | ラジオヘビーローテーション/パワープレイ | 初出作品                |
| ------ | -------- | --------------------------------------- | ----------------------- |
| KAITA  |          |                                         |                         |
| 1996年 | メロディ | FM-NIIGATA 1996年1月度パワープレイ      | 2ndシングル「メロディ」 |
| 1996年 | メロディ | FM NORTH WAVE 1996年2月度POWER PLAY     | 2ndシングル「メロディ」 |

## テレビ出演
- ソングラシリーズ(テレビ東京)